# K27
Kalid Abdulle, mer känd under artistnamnet K27, född 2 augusti 1999 i Lojo, Finland, är en svensk före detta rappare av somalisk härkomst. 

## Bakgrund
Vid ett års ålder flyttade han, tillsammans med sin äldre syster Cherrie och sin mor, från Lojo i Finland till Stockholmsförorten Rinkeby, vilket även var där han växte upp.
I juni 2018 debuterade K27 med singeln "Robbery" tillsammans med Dree Low. "Robbery" nådde över fem miljoner spelningar på Spotify. I september samma år kom det stora genombrottet när han släppte singeln "Dom vet de vi" som fick över sju miljoner spelningar på Spotify.
På kort tid etablerade sig K27 som artist och noterades för ett flertal listframgångar på Sverigetopplistan. I februari 2019 tog han avstånd från sina äldre låtar om kriminalitet och vill enbart förknippas med rapmusik. Detta ledde till att han tog ner sina tidigare släppta singlar "Robbery" och "Dom vet de vi" från alla streamingplattformar, och han tog även en kortare paus från att släppa musik.

## Diskografi

### Studioalbum
| År   | Albuminformation                                                                                       | SVE |
| ---- | --- | --- |
| 2023 | 99 Overall - Släppt: 9 april 2020 - Skivbolag: Asylum Records - Format: Digital nedladdning, strömning | 9   |

### Singlar
| Datum | Titel                                    | Sverigetopplistan |
| ----- | ---------------------------------------- | ----------------- |
| 2018  | Robbery (med Dree Low)                   | 94                |
| 2018  | Dom vet de vi                            | 25                |
| 2019  | Alla mina (med Jireel)                   | 3                 |
| 2019  | Fusk (med Einár)                         | 2                 |
| 2019  | Kan dom inte se                          | 16                |
| 2019  | Kom hit                                  | 6                 |
| 2019  | Overseas                                 | 50                |
| 2019  | Framåt                                   | 42                |
| 2019  | Skrrt (med Einár)                        | 11                |
| 2021  | Dybala - Remix (med Jireel & Ricky Rich) | 49                |